# Lac Corangamite
 (mars 2015).
Si vous disposez d'ouvrages ou d'articles de référence ou si vous connaissez des sites web de qualité traitant du thème abordé ici, merci de compléter l'article en donnant les références utiles à sa vérifiabilité et en les liant à la section « Notes et références ».
Le lac Corangamite est le plus grand lac naturel du Victoria en Australie, situé près de Colac dans la région des lacs et cratères des plaines volcaniques du Victoria. Ce lac endoréique a des eaux très salées. Sa salinité a augmenté de façon spectaculaire au cours des dernières décennies, depuis que le niveau du lac a chuté.

## Géographie
Plus grand lac salé permanent d'Australie, il couvre environ 230 km2, avec une circonférence d'environ 150 km. Il est inscrit depuis le 15 décembre 1982 sur la Liste de Ramsar des zones humides d'importance internationale (Western District Lakes) et joue un rôle très important pour l'environnement et les espèces d'oiseaux locales.
Le lac est bordé au sud et à l'est par des affleurements rocheux qui sont dus à des coulées de lave provenant du mont Porndon au sud-ouest et du mont Warrion à l'est. Les restes d'un cratère complexe forment la rive sud-ouest. C'est la lave du mont Warrion qui, en bloquant l'évacuation de l'eau vers l'est, a provoqué la formation du lac  
Comme il est typique des lacs de cette région, la rive est du lac est surplombée de dunes formées par les sédiments du lac et apportés par le vent pendant les périodes de sécheresse. 
L'alimentation en eau du lac est extrêmement variable, et très faible dans les années les plus sèches. Il est actuellement endoréique (il n'y a pas de chenal de sortie) mais dans les années 1950, l'eau était évacuée, à travers une série de marais et de lacs, dans le lac Murdeduke et la Barwon River. Le lac n'a jamais été complètement à sec depuis la colonisation européenne. 
Les principaux cours d'eau arrivant dans le lac sont la Pirron Yaloak Creek venant des plaines d'Otway au sud, la rivière Woady Yaloak venant des régions centrales du Victoria au nord, et la Salt Creek venant des plaines du nord-ouest. La Pirron Yaloak Creek a une teneur élevée en nutriments due à l'importance de la production laitière dans son bassin. 
Après les inondations des années 1950, la Woady Yalloak a été détournée du lac Corangamite vers la Barwon River. Le détournement est mis en service à partir d'un certain niveau d'eau dans le lac, mais il n'a pas été utilisé au cours des dernières années. Le niveau d'eau est en baisse depuis des décennies et il est possible que le lac s'assèche complètement. En 1980, la salinité du lac était sensiblement celle de l'eau de mer et elle a depuis été multipliée au moins par quatre. On estime que pendant des siècles, avant les années 1840, les précipitations et le ruissellement dans la région étaient similaires à celles des années 1950.